# Ponta do Pico Negro
A Ponta do Pico Negro é uma formação geológica costeira de São Tomé e Príncipe, localizada a Sul da ilha do Príncipe. Este acidente geológico localiza-se entre o Ilhéu Portinho e a Ponta Café, tendo nas proximidades a Praia Seca.